# Edward Stradling (Politiker, um 1529)
Sir Edward Stradling (* um 1529; † 15. Mai 1609) war ein englischer Adliger, Politiker und Schriftsteller.

## Herkunft und Ausbildung
Edward Stradling entstammte der Familie Stradling, einer alten Familie der Gentry mit Besitzungen in Südwales und Südwestengland. Er war der älteste Sohn von Thomas Stradling und dessen Frau Catherine Gamage. Er studierte an der Universität Oxford und ab Februar 1552 am Inner Temple in London. Anschließend machte er eine Kavalierstour nach Frankreich, Italien und Deutschland.

## Tätigkeit als Politiker
Stradlings Vater hatte als Katholik während der Herrschaft von Königin Maria I. eine Reihe von lokalen Ämtern inne und wurde durch den Einfluss des Earls of Arundel bei den Unterhauswahlen 1553 und 1554 als Abgeordneter für das House of Commons gewählt. Bei der Unterhauswahl im April 1554 kandidierte der junge Edward Stradling erfolgreich für das Borough Steyning in Sussex, wo Arundel erheblichen politischen Einfluss hatte. Bei den Unterhauswahlen im November 1554 und 1555 kandidierte er nicht erneut, doch 1558 wurden er und sein jüngerer Bruder David Stradling wieder mit Unterstützung von Arundel als Abgeordnete für das Borough Arundel in Sussex gewählt. Mit der Thronbesteigung von Elisabeth I. schien Stradlings politische Karriere im November 1558 beendet, da er Katholik war. Während sein Vater sich als standhafter Katholik auf seine walisischen Besitzungen zurückzog, flüchteten sein Bruder David und zwei seiner Schwestern ins Ausland. Edward dagegen wechselte die Konfession, worauf er 1559 begnadigt wurde. Aufgrund der Haltung seiner Familie blieb er der neuen Regierung aber weiter als möglicher Recusant, als insgeheimer Katholik verdächtig. Nach dem Tod seines Vaters 1571 erbte er die Familienbesitzungen. Es gelang ihm nun, das Vertrauen der Regierung zu gewinnen. Gelegentlich hielt er sich am Königshof auf und diente von 1573 bis 1574 als Friedensrichter sowie 1573, 1582 und 1595 für jeweils ein Jahr als Sheriff von Glamorgan. Dazu übernahm er noch mehrere kleinere lokale Ämter. Im Oktober 1573 wurde er zum Ritter geschlagen. Gelegentlich kam es zu Spannungen mit dem Earl of Pembroke und anderen Angehörigen der Familie Herbert in Glamorgan. Angesichts der politischen Dominanz der Familie in Südostwales kandidierte Stradling nicht mehr bei den Unterhauswahlen. Von 1590 bis 1594 diente er als Deputy Lieutenant für Pembrokeshire und 1595 für Glamorgan.

## Tätigkeit als Gelehrter und Schriftsteller
Stradling beschäftigte sich während der Herrschaft von Elisabeth I. immer mehr mit der Geschichte seiner Familie und mit der von Wales. Wohl zwischen 1561 und 1566 hatte er bereits eine Abhandlung über die normannische Eroberung von Glamorgan verfasst, die David Powel für sein 1584 erschienenes Werk Historie of Cambria übernahm.  Um das Alter und die Bedeutung seiner Familie zu erhöhen, behauptete Stradling allerdings fälschlicherweise, dass seine Vorfahren bereits mit den Dänen nach England gekommen sei. Stradling förderte dazu den Sprachforscher Siôn Dafydd Rhys, für den er 1592 die Druckkosten für 1250 Exemplare von dessen Grammatik der walisischen Sprache übernahm. Er sammelte Waffen, Rüstungen, alte Münzen und vor allem Manuskripte und Bücher. Seine Bibliothek in seinem Wohnsitz St Donat’s Castle wurde bei seinen Zeitgenossen berühmt. Die Burg selbst und den umgebenden Garten ließ er wesentlich umbauen. Dazu ließ er den Hafen des nahe gelegenen Aberthaw ausbauen. Zu seinen gelehrten Freunden gehörten Thomas Sackville, 1. Baron Buckhurst, Anthony Browne, 1. Viscount Montagu und John Lumley, 1. Baron Lumley. 1840 wurde eine Sammlung seines Briefwechsels veröffentlicht.

## Ehe und Erbe
Stradling hatte am 20. Januar 1567 eine Heiratsvereinbarung geschlossen, nach der er Agnes Gage (1547–1624), eine Tochter von Sir Edward Gage aus Firle in Sussex heiratete. Mit seiner Frau hatte er einen Sohn, der jedoch noch als Kind starb. Daraufhin adoptierten seine Frau und er seinen Großneffen John Stradling, einen Sohn von Francis Stradling aus Bristol. Dieser erbte nach seinem Tod seine Besitzungen.

## Veröffentlichungen
- mit David Powel u. a.: The historie of Cambria. Da Capo, Amsterdam 1969
- John Montgomery Traherne (Hrsg.): Stradling correspondence: a series of letters [addressed to Sir Edward Stradling] written in the reign of Queen Elizabeth. With notices of the family of Stradling of St. Donat's Castle. London 1840